# Седовка (Башкортостан)
Седовка (Садовка, Седовский) (баш. Седовка) — деревня в Благовещенском районе Республики Башкортостан Российской Федерации. Входит в состав Новонадеждинского сельсовета.

## География

### Географическое положение
Расстояние до:
- районного центра (Благовещенск): 13 км,
- центра сельсовета (Новонадеждино): 6 км,
- ближайшей ж/д станции (Загородная): 44 км.

## Население
| 2002 | 2009 | 2010 |
| ---- | ---- | ---- |
| 0    | →0   | ↗2   |